# Kimi wa pet
Kimi wa pet (きみはペット, Kimi wa petto, lit. « Tu es mon animal de compagnie ») est un josei manga de Yayoi Ogawa. Il est prépublié entre 2000 et 2005 dans le magazine Kiss et compilé en un total de quatorze tomes par l'éditeur Kōdansha. La version française est publiée en intégralité par Kurokawa.
Le manga a été adapté en drama diffusé en 2003 sur la chaîne japonaise TBS. Il a reçu la même année le prix du manga Kōdansha dans la catégorie Shōjo, partagé avec Honey and Clover de Chika Umino.

## Résumé de l'histoire
Sumire Iwaya, rédactrice pour un journal majeur, est une femme qui a privilégié sa carrière dans une société qui considère d'un œil plus que perplexe les femmes qui réussissent. De plus, elle a des hobbies pour le moins masculins, tels que le pro Wrestling, le K-1, et les animes shōnen. Elle est aussi plus grande que la plupart des hommes de son entourage. Souffrant de cette situation, elle est dépressive et montre des signes d'anxiété.
Lorsque son fiancé la quitte pour sa maîtresse, elle perd le contrôle d'elle-même, au travail, et frappe son supérieur. La sanction ne se fait pas attendre, elle est rétrogradée et transférée vers le service des faits divers. En rentrant chez elle, sous la pluie, elle trouve un carton sur le pas de son immeuble. Elle y découvre un jeune SDF, inconscient. Il semble avoir été roué de coups. Prise de pitié, elle décide de le ramener chez elle. Il ne veut ensuite plus la quitter. En plaisantant, elle lui dit que s'il accepte d'être son animal de compagnie, elle veut bien le garder. Contre toute attente, il accepte. Ne pouvant revenir sur sa parole, elle est contrainte de l'accueillir, et décide même de l'appeler Momo, du nom du chien qu'elle avait lorsqu'elle était enfant. Sumire lui offre donc le gîte et le couvert, en échange de l'amour et de la loyauté inconditionnelles que l'on peut attendre de son chien. Elle établit la règle d'une relation platonique, lui fait comprendre qu'elle ne s'intéresse qu'aux hommes qui ont les « 3 bons points » : une bonne éducation, un bon salaire, et la bonne taille (c'est-à-dire plus d'1,72 m). Malgré cela, il existera une tension sexuelle latente dans leur relation.
Sumire apprend beaucoup plus tard, lorsqu'elle s'est attachée à Momo, que ce dernier s'appelle en fait Takeshi Gouda, qu'il est un prodige de la danse. Il a étudié le ballet, mais était trop petit pour obtenir des premiers rôles. Il s'est donc orienté vers la danse moderne, et a vécu comme un SDF à mi-temps, avant de rencontrer Sumire. 
Les choses se compliquent lorsque Shigehito Hasumi, l'ancien professeur de journalisme (et amour) de Sumire refait surface. Sumire et lui finissent par sortir ensemble, puisqu'il répond aux standards et attentes de Sumire. Toutefois, Sumire, qui essaie de se protéger en ne dévoilant jamais ses sentiments, ne peut totalement s'ouvrir à lui, et encore moins lui confesser la vérité sur Momo. Elle est, de plus, beaucoup plus proche de Momo que de lui. Elle a en effet beaucoup de mal à laisser Hasumi l'appeler « Iwaya », au lieu de « Iwaya-san » (preuve de respect par la distance), alors que cela ne lui pose pas de problème lorsque Momo le fait. Takeshi finit par développer lui aussi des sentiments envers Iwaya, dépassant ainsi la relation « maître-animal ».
Lorsque Hasumi rencontre Momo, il reconnaît son visage, mais ne peut mettre un nom dessus. Hasumi entame alors des recherches sur celui qui se fait passer pour le cousin de Sumire. C'est lui qui découvre que Takeshi est un prodige de la danse. Ils deviennent amis, malgré le fait que Takeshi doit garder son « identité » secrète, et que Hasumi remette souvent le chien de Sumire sur le tapis, puisqu'il a compris que ce « chien » a beaucoup d'importance pour elle.

## Personnages

### Personnages principaux
- Sumire Iwaya (巌谷 澄麗, Iwaya Sumire?) ; interprètes : Koyuki Katō (2003) / Noriko Iriyama (2017)
- Momo (モモ, Momo?) alias Takeshi Gouda (合田 武志, Gōda Takeshi?)  ; interprètes : Jun Matsumoto (2003) / Jun Shison (2017)
- Shigehito Hasumi (蓮實 滋人, Hasumi Shigehito?) ; interprètes : Seiichi Tanabe (2003) / Terunosuke Takezai (2017)

### Personnages secondaires
- Yuri Shirotae (白妙 ユリ, Shirotae Yuri?) ; interprètes : Sarina Suzuki (2003) / Kayo Noro (2017) : l'amie d'enfance de Sumire, femme au foyer, mariée à un pilote, et mère de Ran.
- Rumi Shibusawa (澁澤ルミ, Shibusawa Rumi?) ; interprètes : Satomi Ishihara (2003) / Yuumi Shida (2017) : l'ex-petite-amie de Momo, une danseuse (Vol.2 -).
- Shiori Fukushima (福島 紫織, Fukushima Shiroi?) ; interprètes : Wakana Sakai (2003) / Yurina Yanagi (2017) : une assistante dentaire (manga)/ une collègue de Sumire (drama) déterminée à séduire et à épouser Hasumi-senpai (Vol.3- ).
- Emma Owen et Hugh Oswald : Deux journalistes américains qui travaillent sous les ordres de Sumire (Vol.5-).
- Satoshi Asano ; interprète : Kyōzō Nagatsuka : le psychologue du travail de Sumire. Il possède un chihuahua et parle beaucoup à Sumire de son chien. Il change le nom du chien tous les jours.
- Junpei Horibei ; interprète : Eita : un ami de Momo qui danse aussi le ballet. Dans le drama, il est amoureux de Rumi.
- Mayumi Haruki ; interprète : Misa Uehara : un des collègues de Sumire.
- Yūta Ishida ; interprète : Sato Riyūta : un des collègues de Sumire.